# Myiopsitta luchsi
La cotorra boliviana o lorita boliviana (Myiopsitta luchsi), es una de las 2 especies en que se divide el género Myiopsitta. Esta ave de la familia de los loros habita en el centro de Bolivia. Es apreciada como mascota. A diferencia de la otra especie congenérica (Myiopsitta monachus), la cual es plaga agrícola en sus lugares de origen y causa problemas al ser introducida en muchos países, este taxón posee una distribución aislada, una población pequeña, y un estatus más comprometido. 

## Descripción
El peso de esta especie es de entre 120 y 140 g, y su largo total es de unos 30 cm.  
M. luchsi se diferencia de las otra especie por tener el pico más estrecho, la coloración gris en la frente es de un tono más pálido y se extiende hasta la mitad de la corona. El pecho es también gris, pero no posee el efecto «escalado» que le aportan el tono oscuro del centro de cada pluma. La banda transversal en el vientre es bien amarilla, y tanto las remeras primarias como la cara interior de las timoneras son azules por completo.

## Distribución
Esta especie es un endemismo de la ecorregión terrestre bosques secos montanos bolivianos. Habita en bosques xerófilos y quebradas arbustivas en valles intramontanos, en altitudes entre 1300 y 3000 m s. n. m., en el centro de Bolivia, en localidades de los departamentos de: Chuquisaca, Cochabamba, La Paz, y Santa Cruz. Se distribuye aislada de todas las subespecies de la otra especie, siendo la más cercana M. m. cotorra, separándola de sus poblaciones más próximas un hiato de 175 km.

## Taxonomía
Esta especie fue descrita originalmente en el año 1868 por el etnógrafo, naturalista y explorador alemán Friedrich Hermann Otto Finsch, bajo el nombre científico de: Bolborrhynchus luchsi. Su localidad tipo es: «Bolivia». Posteriormente fue transferida al género Myiopsitta, permaneciendo como una especie separada, por lo menos hasta el año 1918. Ya para el año 1943 se la había ubicado como una subespecie dentro de la especie Myiopsitta monachus. Este criterio fue el empleado por todos los autores posteriores, hasta que a partir del año 1997, algunos autores la elevaron nuevamente a la categoría de especie plena, al considerar que las diferencias morfológicas y de su modo de nidificar eran suficientemente importantes, aunque marcando que formaría una superespecie con Myiopsitta monachus. pero la resolución adoptada por el South American Check-list Committee fue nuevamente situarla dentro de M. monachus. Sin embargo, posteriormente se dieron a conocer nuevos datos genéticos, sumado a análisis de sus vocalizaciones, los que mostraron diferencias con las subespecies de llanura. Finalmente en el año 2014 pasó a ser considerada como una especie plena.

## Comportamiento
En la naturaleza vuelan en ruidosas bandadas a gran velocidad, nunca levantando las alas por encima del cuerpo, y aleteando constantemente.
Es capaz de emitir una amplia variedad de chillidos y graznidos, y en cautiverio es capaz de vocalizar o imitar palabras, aunque en esta cualidad está muy lejos de poseer las capacidades de algunos géneros de su misma familia. 

### Alimentación
Es una especie principalmente granívora; en la naturaleza se alimenta de semillas de plantas tanto silvestres como cultivadas. Entre estas últimas muestra preferencia por el sorgo, el maíz y el arroz. También consume frutos, flores, brotes de plantas, así como insectos adultos y sus larvas. También pueden alimentarse de la grasa de animales muertos. Entre las especies silvestres se la ha visto alimentarse de Acacia furcatispina.
En cautiverio aceptan pan, galletas, hortalizas, carne y otros alimentos. 

### Reproducción
Son aves altamente gregarias. Se reproducen de diciembre a marzo. Construyen un voluminoso nido comunitario, utilizando ramitas de plantas espinosas entretejidas. A diferencia de la otra especie, esta no lo coloca sobre las copas de los árboles o torres, lo instala en grietas de acantilados o colgando de grandes bromelias. La altura buscada es para evitar los depredadores terrestres.
Ponen de 5 a 8 huevos por nidada, y la incubación dura unos 26 días. 

## Ecología
Sus principales depredadores naturales son las aves rapaces, pequeños felinos, y la comadrejas (Didelphis). Comparte su mismo hábitat otro loro endémico, Ara rubrogenys, aunque ambas especies no compiten pues se alimentan de distintas plantas. 